# Indy Pace Car

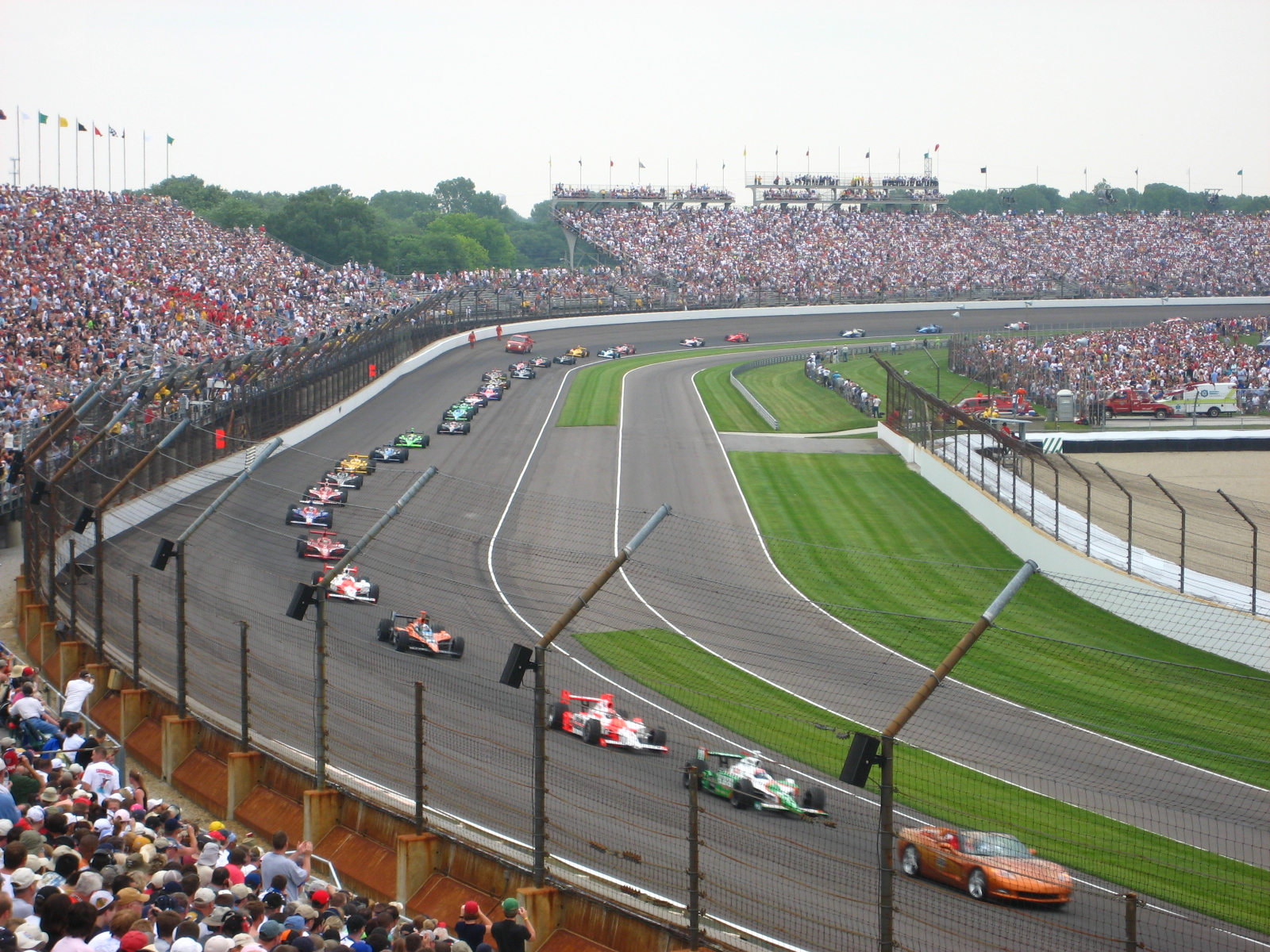
En pace car (Chevrolet Corvette) leder bilarna runt banan under gulflagg i Indianapolis 500 2007.

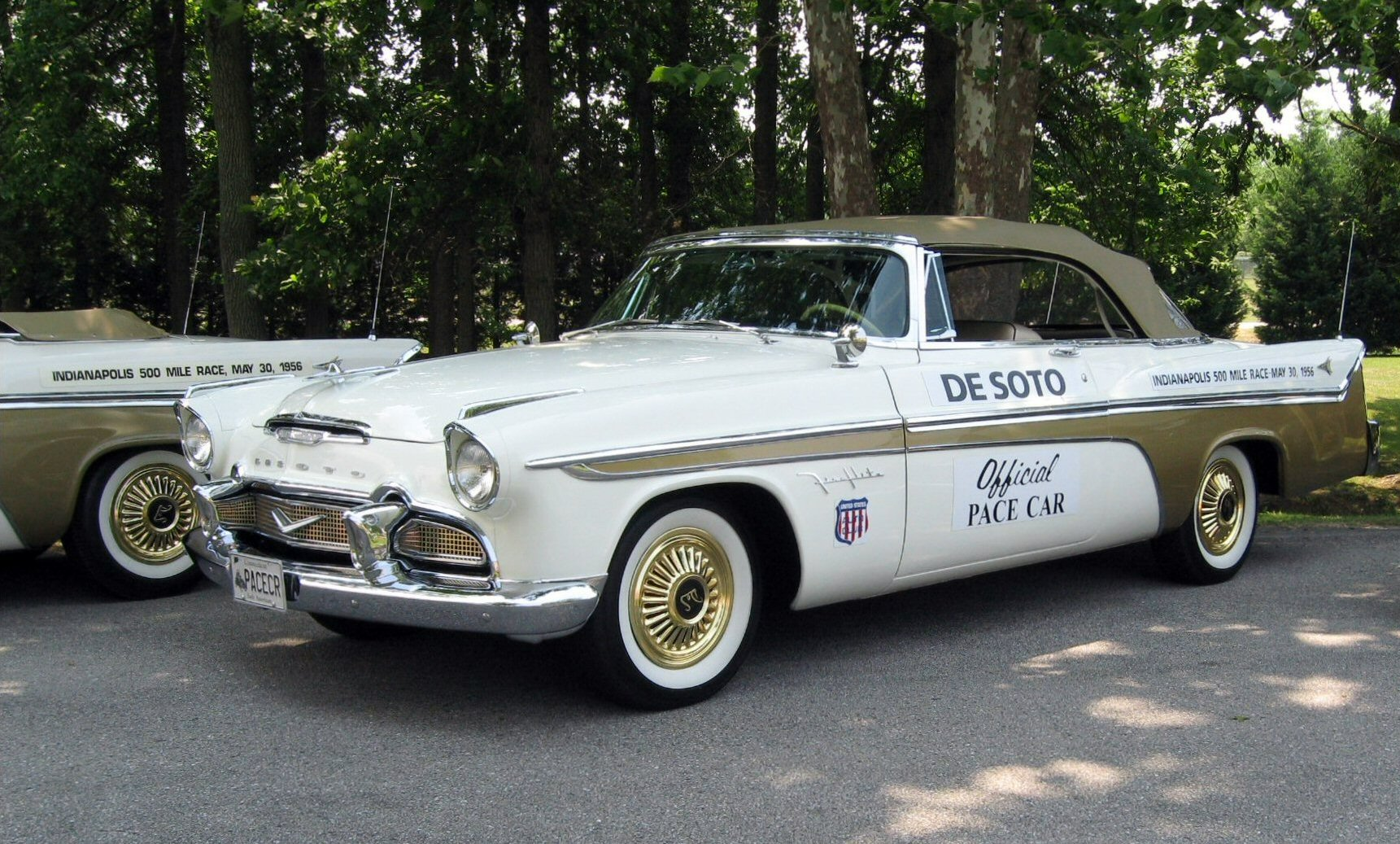
1956 Desoto Fireflite Pace Car

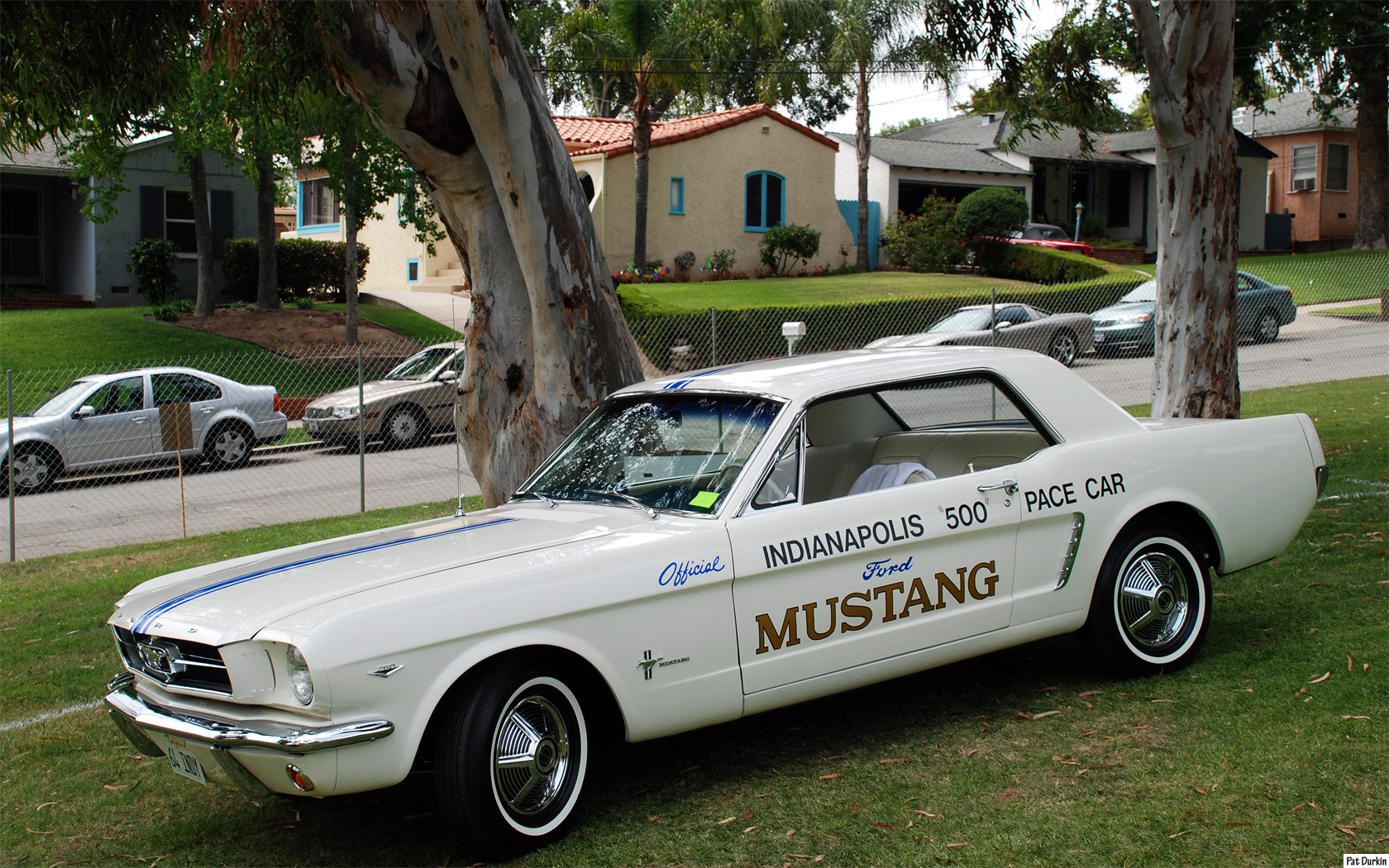
1964 Ford Mustang Pace Car

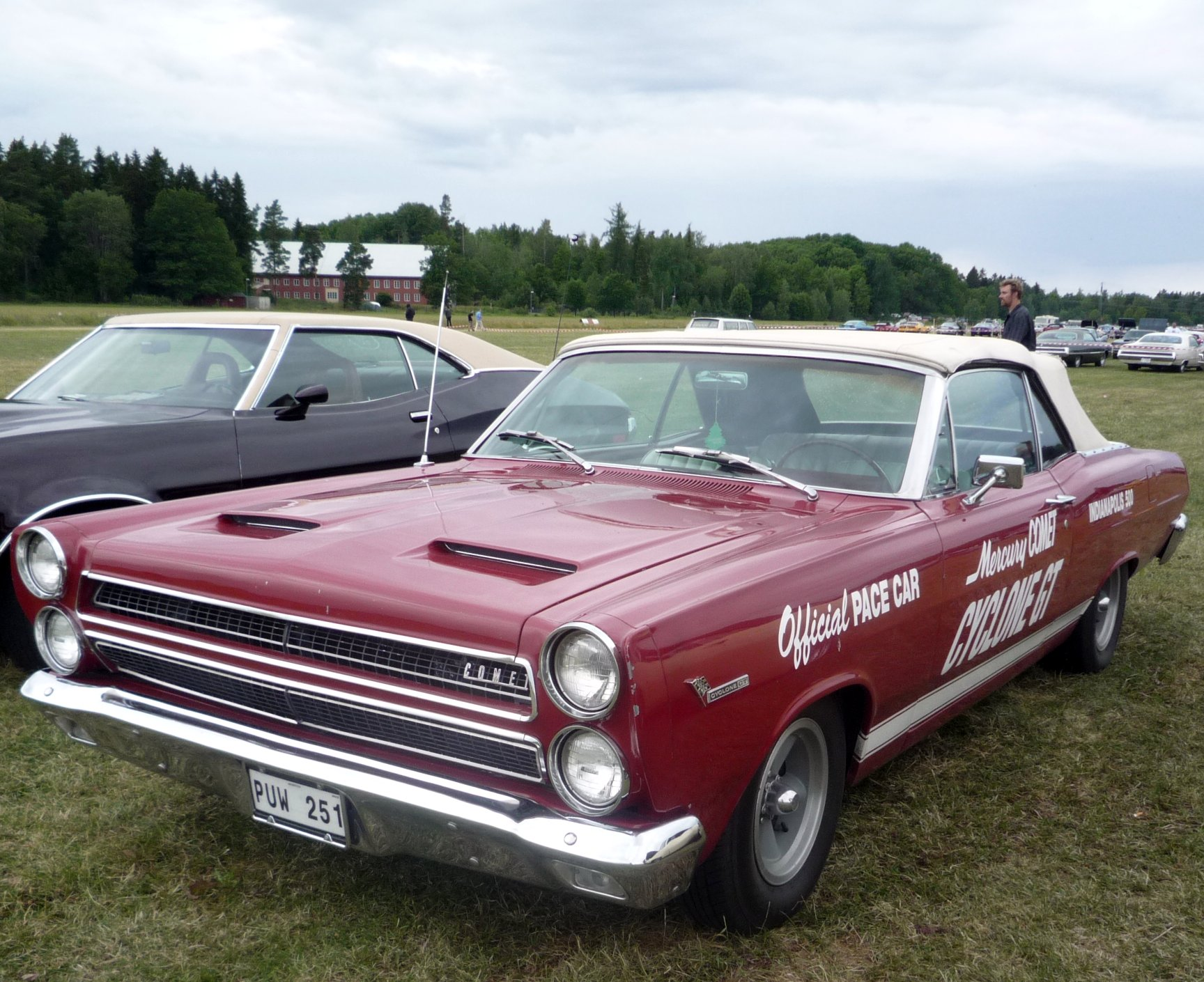
1966 Mercury Comet Pace Car

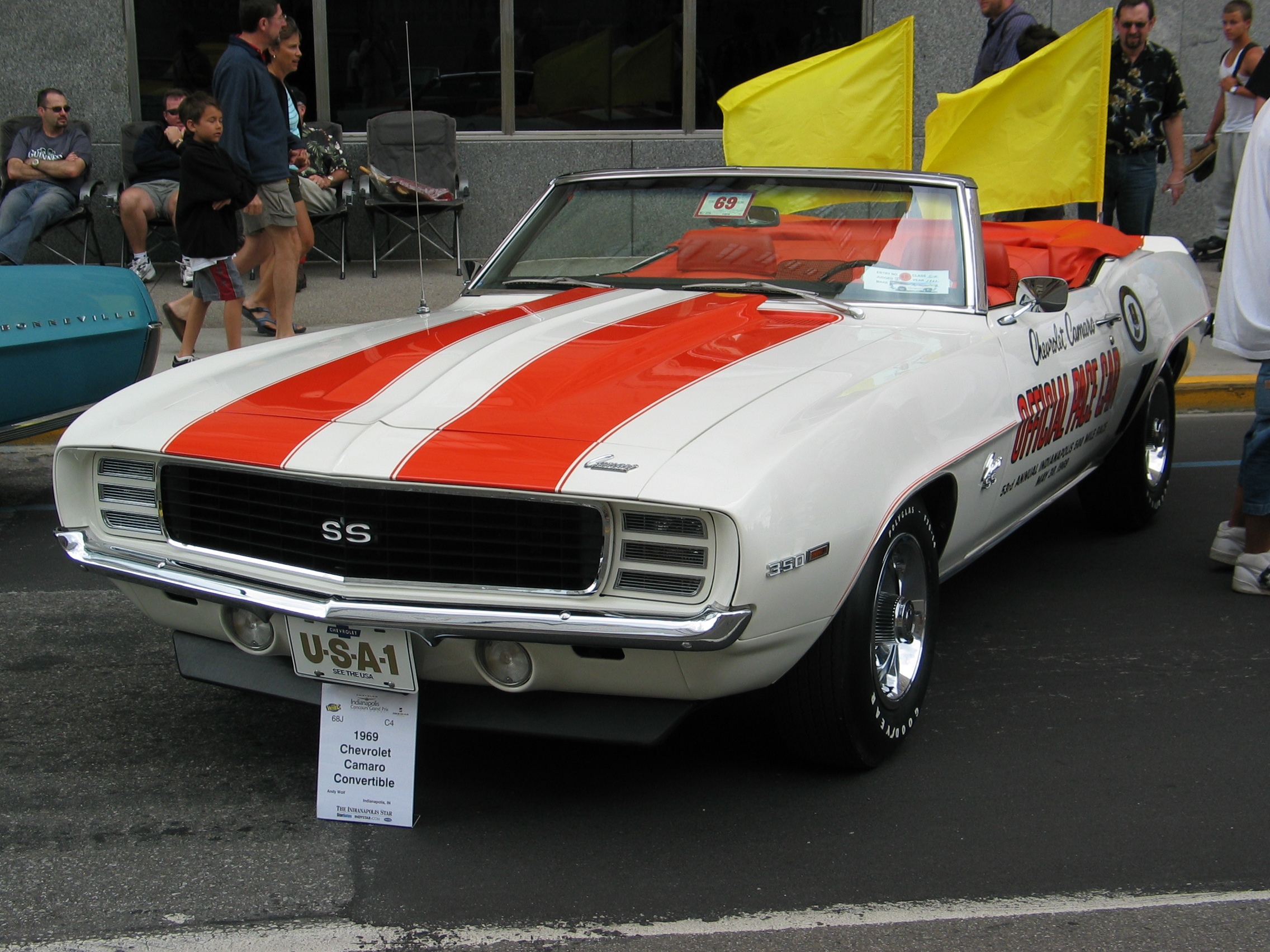
1969 Chevrolet Camaro Pace Car

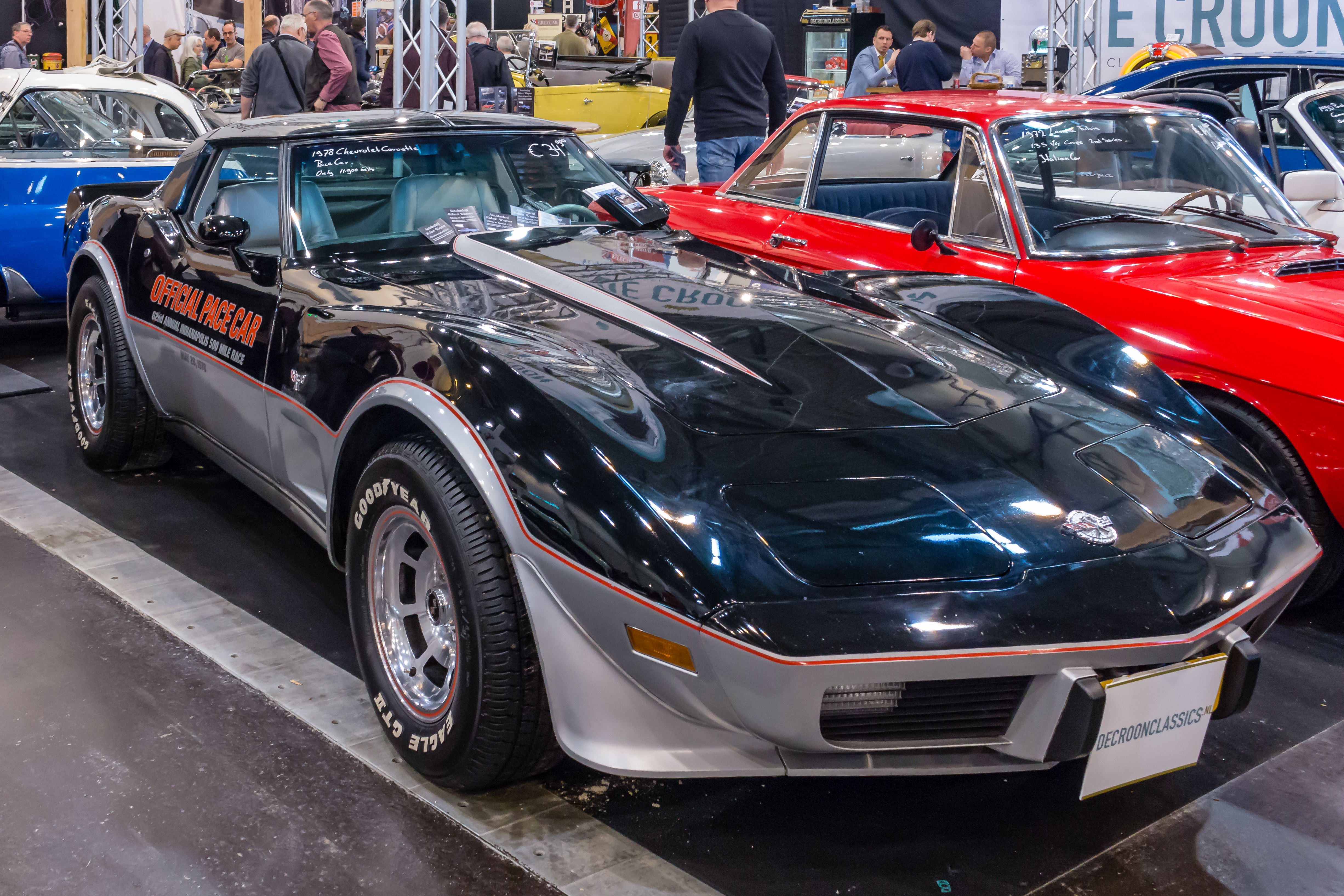
1978 Chevrolet Corvette Pace Car

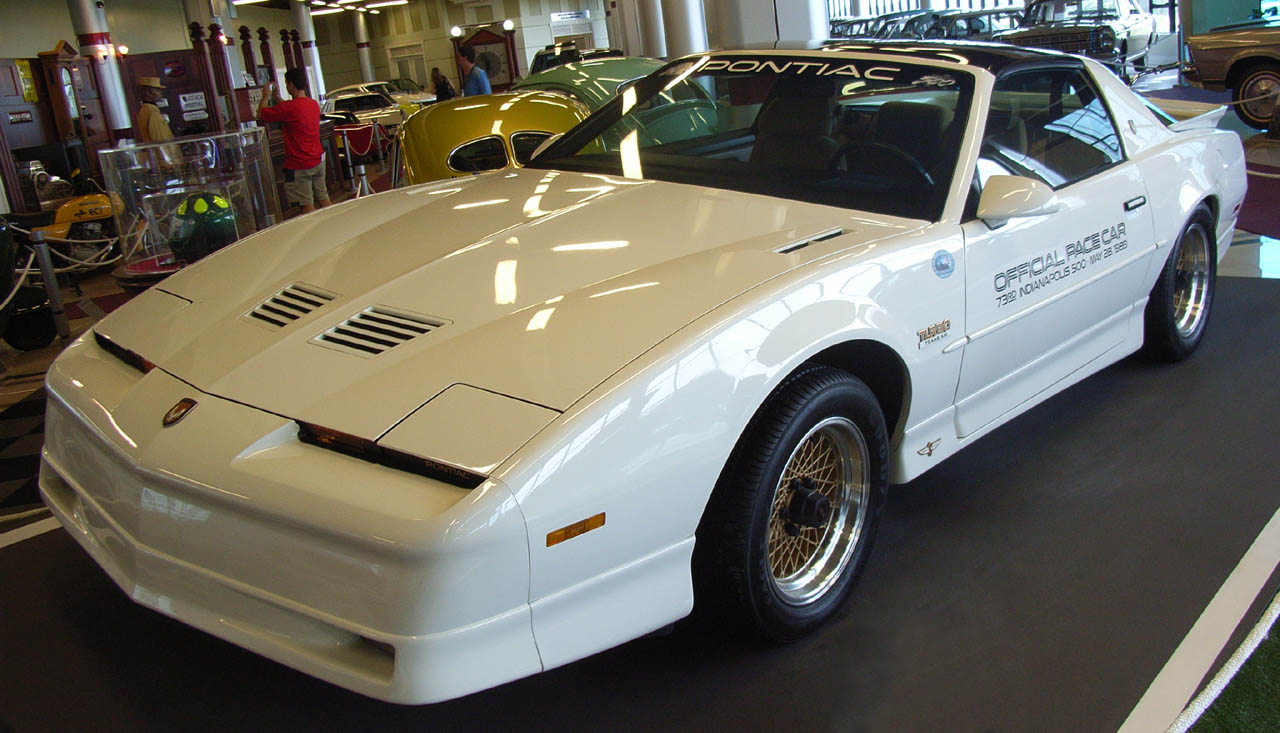
1989 Pontiac Trans Am Pace Car

Indy Pace Car kallas den säkerhetsbil (Safety Car) som sedan 1911 ser till att startfältet håller sina positioner under formationsvarven och under gulflaggssituationer vid biltävlingen Indianapolis 500. 
| År   | Bil                             | Förare                  |
| ---- | ------------------------------- | ----------------------- |
| 1911 | Stoddard-Dayton                 | Carl G. Fisher          |
| 1912 | Stutz                           | Carl G. Fisher          |
| 1913 | Stoddard-Dayton                 | Carl G. Fisher          |
| 1914 | Stoddard-Dayton                 | Carl G. Fisher          |
| 1915 | Packard "6" (Modell 5-48)       | Carl G. Fisher          |
| 1916 | Premier "6" (Modell 6-56)       | Frank E. Smith          |
| 1919 | Packard V12 (kallad Twin Six)   | J. G. Vincent           |
| 1920 | Marmon "6" (Modell 34)          | Barney Oldfield         |
| 1921 | Stutz "6"                       | Harry C. Stutz          |
| 1922 | National Sextet                 | Barney Oldfield         |
| 1923 | Duesenberg                      | Fred S. Duesenberg      |
| 1924 | Cole V8                         | Lew Pettijohn           |
| 1925 | Rickenbacker 8                  | Eddie Rickenbacker      |
| 1926 | Chrysler Imperial "80"          | Louis Chevrolet         |
| 1927 | LaSalle V-8                     | "Big Boy" Rader         |
| 1928 | Marmon "8" (Modell 78)          | Joe Dawson              |
| 1929 | Studebaker                      | George Hunt             |
| 1930 | Cord L-29                       | Errett Lobban Cord      |
| 1931 | Cadillac 370 Twelve             | "Big Boy" Rader         |
| 1932 | Lincoln Model KB                | Edsel Ford              |
| 1933 | Chrysler Imperial Phaeton       | Byron Foy               |
| 1934 | LaSalle Model 350               | "Big Boy" Rader         |
| 1935 | Ford V8                         | Harry Mack              |
| 1936 | Packard 120                     | Tommy Milton            |
| 1937 | LaSalle                         | Ralph DePalma           |
| 1938 | Hudson 112                      | Stuart Baits            |
| 1939 | Buick Roadmaster 80             | Charles Chayne          |
| 1940 | Studebaker Champion             | Harry Hartz             |
| 1941 | Chrysler Newport Phaeton        | A.B. Couture            |
| 1946 | Lincoln Continental V-12        | Henry Ford II           |
| 1947 | Nash Ambassador                 | George W. Mason         |
| 1948 | Chevrolet Fleetmaster Six       | Wilbur Shaw             |
| 1949 | Oldsmobile 88                   | Wilbur Shaw             |
| 1950 | Mercury                         | Benson Ford             |
| 1951 | Chrysler New Yorker V8          | Dave Wallace            |
| 1952 | Studebaker Commander            | P.O. Peterson           |
| 1953 | Ford Crestline Sunliner         | William Clay Ford, Sr.  |
| 1954 | Dodge Royal 500                 | William C. Newburg      |
| 1955 | Chevrolet Bel Air               | T.H. Keating            |
| 1956 | Desoto Fireflite                | L.I. Woolson            |
| 1957 | Mercury Turnpike Cruiser        | F.C. Reith              |
| 1958 | Pontiac Bonneville              | Sam Hanks               |
| 1959 | Buick Electra 225               | Sam Hanks               |
| 1960 | Oldsmobile 98                   | Sam Hanks               |
| 1961 | Ford Thunderbird                | Sam Hanks               |
| 1962 | Studebaker Lark                 | Sam Hanks               |
| 1963 | Chrysler 300                    | Sam Hanks               |
| 1964 | Ford Mustang                    | Benson Ford             |
| 1965 | Plymouth Sports Fury            | P.M. Buckminster        |
| 1966 | Mercury Comet Cyclone GT        | Benson Ford             |
| 1967 | Chevrolet Camaro                | Mauri Rose              |
| 1968 | Ford Torino GT                  | William Clay Ford, Sr.  |
| 1969 | Chevrolet Camaro SS             | Jim Rathmann            |
| 1970 | Oldsmobile 442                  | Rodger Ward             |
| 1971 | Dodge Challenger                | Eldon Palmer            |
| 1972 | Hurst/Olds Cutlass              | Jim Rathmann            |
| 1973 | Cadillac Eldorado               | Jim Rathmann            |
| 1974 | Hurst/Olds Cutlass              | Jim Rathmann            |
| 1975 | Buick Century Custom V8         | James Garner            |
| 1976 | Buick Turbo V6                  | Marty Robbins           |
| 1977 | Oldsmobile Delta 88             | James Garner            |
| 1978 | Chevrolet Corvette              | Jim Rathmann            |
| 1979 | Ford Mustang                    | Jackie Stewart          |
| 1980 | Pontiac Firebird Trans Am Turbo | Johnnie Parsons         |
| 1981 | Buick Regal V6                  | Duke Nalon              |
| 1982 | Chevrolet Camaro Z28            | Jim Rathmann            |
| 1983 | Buick Riviera Convertible       | Duke Nalon              |
| 1984 | Pontiac Fiero                   | John Callies            |
| 1985 | Oldsmobile Calais               | James Garner            |
| 1986 | Chevrolet Corvette              | Chuck Yeager            |
| 1987 | Chrysler LeBaron                | Carroll Shelby          |
| 1988 | Oldsmobile Cutlass Supreme      | Chuck Yeager            |
| 1989 | Pontiac Firebird Trans Am       | Bobby Unser             |
| 1990 | Chevrolet Beretta               | Jim Perkins             |
| 1991 | Dodge Viper                     | Carroll Shelby          |
| 1992 | Cadillac Allante                | Bobby Unser             |
| 1993 | Chevrolet Camaro Z28            | Jim Perkins             |
| 1994 | Ford Mustang Cobra              | Parnelli Jones          |
| 1995 | Chevrolet Corvette              | Jim Perkins             |
| 1996 | Dodge Viper                     | Robert Lutz             |
| 1997 | Oldsmobile Aurora               | Johnny Rutherford       |
| 1998 | Chevrolet Corvette              | Parnelli Jones          |
| 1999 | Chevrolet Monte Carlo           | Jay Leno                |
| 2000 | Oldsmobile Aurora               | Anthony Edwards         |
| 2001 | Oldsmobile Bravada              | Elaine Irwin-Mellencamp |
| 2002 | Chevrolet Corvette              | Herb Fishel             |
| 2003 | Chevrolet SSR                   | Jim Caviezel            |
| 2004 | Chevrolet Corvette              | Morgan Freeman          |
| 2005 | Chevrolet Corvette              | Colin Powell            |
| 2006 | Chevrolet Corvette Z06          | Lance Armstrong         |
| 2007 | Chevrolet Corvette              | Patrick Dempsey         |
| 2008 | Chevrolet Corvette              | Emerson Fittipaldi      |
| 2009 | Chevrolet Camaro SS             | Josh Duhamel            |
| 2010 | Chevrolet Camaro SS             | Robin Roberts           |
| 2011 | Chevrolet Camaro Convertible    | A.J. Foyt               |
| 2012 | Chevrolet Corvette C6 ZR1       | Guy Fieri               |
| 2013 | Chevrolet Corvette C7           | Jim Harbaugh            |
| 2014 | Chevrolet Camaro Z28            | Dario Franchitti        |
| 2015 | Chevrolet Corvette Z06          | Jeff Gordon             |
| 2016 | Chevrolet Camaro SS             | Roger Penske            |
| 2017 | Chevrolet Corvette Grand Sport  | Jeffrey Dean Morgan     |
| 2018 | Chevrolet Corvette ZR1          | Victor Oladipo          |
| 2019 | Chevrolet Corvette Grand Sport  | Dale Earnhardt Jr.      |
| 2020 | Chevrolet Corvette Stingray     | Mark Reuss              |
| 2021 | Chevrolet Corvette Cabriolet    | Danica Patrick          |